# Republicans Overseas
Republicans Overseas (Republicanos en el Exterior o en Ultramar) es una organización política de expatriados estadounidenses partidarios del Partido Republicano de los Estados Unidos. Tiene miembros en más de 50 países y representación en el Comité Nacional Republicano, sin embargo, a diferencia de su par demócrata Democrats Abroad, no es considerado un comité “estatal”. La rama juvenil Young Republicans (Jóvenes Republicanos) tiene su representación con Young Republicans Overseas mientras que Teenage Republican Ambassadors es la rama internacional de Teenage Republicans (Adolescentes Republicanos).

## Historia
Tras la aprobación de la ley Overseas Citizens Voting Rights Act de 1975 se permitió a los estadounidenses viviendo en el exterior votar en las elecciones federales. Inmediatamente se inició la organización de los cerca de tres millones de votantes que había en ese momento en el exterior, la mayoría republicanos.  En 1978 se funda formalmente el grupo Republicans Abroad, el cual cambió su nombre y cédula jurídica a Republicans Overseas en 2013.